# Lars Johansson Stockenberg
Lars Johansson Stockenberg, död före 1675, var en svensk träbildhuggare verksam under 1600-talets första del.
Han var son till Johan Stockenberg och Barbro Larsdotter Trello. Stockenberg som omnämns som bildhuggargesäll anklagades 1674 för bönhaseri eftersom han använt oäkta guld i sina arbeten samt arbetet som konterfejare utan att han var ansluten till något skråämbete. Av bevarade handlingar vet man att han var anlitad och utförde arbeten för riksrådet Gustav Posse. Han utförde även begravningsvapnen för riksrådet Nils Sparre och generalguvernören Herman Fleming. Vid bouppteckningen efter hans död upptas förutom snickeriverktyg ett antal Konterfejer och en värja med silverfäste.